# Mały śpiewak, czyli zbiór pieśni dla szkół polskich
Mały śpiewak, czyli zbiór pieśni dla szkół polskich – zbiór polskich pieśni zebranych przez działacza społeczno-narodowego Filipa Robotę, wydany w Prudniku w 1871.

## Historia

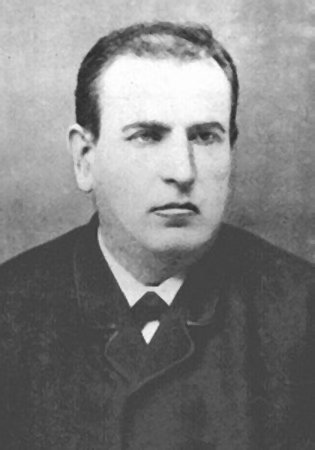
Filip Robota

Od 11 maja 1871 Filip Robota był nauczycielem w prudnickiej żeńskiej szkole elementarnej, a także w tamtejszej szkole zawodowej, prowadząc ćwiczenia gimnastyczne oraz chór. Działał też w organizacji nauczycielskiej, a przy różnych okazjach udzielał się jako muzyk. Wynikiem jego działalności muzycznej w Prudniku było wydanie książki „Mały śpiewak, czyli zbiór pieśni dla szkół polskich” nakładem A. Picza w 1871 w Prudniku.
Książka liczy 24 strony. Rozpoczyna ją wstęp od wydawcy: „Nieprzystępna cena wszystkich dotąd istniejących śpiewników dla szkół polsko niemieckich, a razem dzieląc to przekonanie, że i powierzchowna wiadomość nót (których ćwiczenie już z pierwszego zeszytu przez cały czas szkólny wystarcza) bardzo jest pomocna, było mi pobudką do wydania niniejszego pieśniozbioru, który do użytku w szkołach elementarnych polecam”.

## Zawartość
Filip Robota doceniał rolę i znaczenie pieśni ludowych w rozbudzaniu uczuć narodowych dzieci i młodzieży. Wybrał i umieścił w „Małym śpiewaku” 25 pieśni, w tym 8 dwujęzycznych, kilka górnośląskich piosenek ludowych oraz pieśni pozwalające poznać twórczość polskich poetów. Dwa utwory mają w twórczości Roboty wartość szczególną. Autorska przeróbka „Wiosny” zawiera aluzje do prowadzonego przez pruskie władze Kulturkampfu, natomiast całkowicie własnym utworem jest pieśń pt. „Szczepy spokrewnione”, nawiązująca do panslawistycznej myśli czeskiej. W „Małym śpiewaku” znalazły się pieśni:
1. „Wyprawa na wojnę”
2. „Zajączek”
3. „Służba u młynarza”
4. „Przechadzka”
5. „Pieśń kominiarczyka”
6. „Piosnka o koniku” (niem. „Das Steckenpferd”)
7. „Pieśń wieczorna” (niem. „Die Abendsonne”)
8. „Bądź poczciwym” (niem. „Der alte Landmann an seinen Sohn”)
9. „Piosnka dzieci pracujących”
10. „O znalezionym kwiateczku”
11. „Skowronek”
12. „Piosnka gajowego”
13. „Rólnik do wiosny”
14. „Szczepy spokrewnione”
15. „Schüßenlied”
16. „Bitwa”
17. „Wieśniak”
18. „Pożegnanie”
19. „Zadowolnienie”
20. „Pieśń poranna”
21. „Pieśń wiejska”
22. „Syn”
23. „Wiosna” (niem. „Sehnsucht nach dem Frühlinge”)
24. „Gott der Herr” (niem. „Wszechwiadomość i Opatrzność Boża”)
25. „Piosnka wesołego rólnika” (niem. „Frau Schwalbe”)